# 모량초등학교
모량초등학교는 대한민국 경상북도 경주시에 있는 공립 초등학교이다.

## 학교 연혁
- 1943년	5월 28일 모량북부공립국민학교 설립인가
- 1945년	10월 8일 모량국민학교로 변경
- 1949년	7월 18일 제1회 졸업
- 1981년	3월 1일 병설유치원 개원
- 1995년	3월 1일 모량초등학교로 명칭 변경
- 2018년	2월 9일 초등학교 제70회 8명 졸업(누적 6,309)
- 2018년	2월 9일 유치원 제38회 8명 수료 및 3명 졸업
- 2018년	3월 1일 초등 5학급(특수 1학급 포함), 유치원 1학급 편성

## 참고 자료
- 모량초등학교 - 한국교육학술정보원 학교알리미